# Wola Uchańska
Wola Uchańska – wieś w Polsce położona w województwie lubelskim, w powiecie hrubieszowskim, w gminie Uchanie.
W latach 1975–1998 miejscowość administracyjnie należała do województwa zamojskiego. 
Wieś stanowi sołectwo gminy Uchanie. Według Narodowego Spisu Powszechnego z roku 2011 wieś liczyła 197 mieszkańców i była ósmą co do liczby ludności miejscowością gminy.
Wierni Kościoła rzymskokatolickiego należą do parafii Wniebowzięcia Najświętszej Maryi Panny w Uchaniach.

## Części wsi
| SIMC    | Nazwa       | Rodzaj     |
| ------- | ----------- | ---------- |
| 0904262 | Jastrzębiec | przysiółek |

## Historia
Uchańska Wola alias „Stara Wieś” to według Słownika geograficznego Królestwa Polskiego z roku 1892 wieś w powiecie chełmskim, ówczesnej gminie Wojsławice, parafii Uchanie. Leży w pobliżu osady Uchanie, posiadała 26 osad z gruntem 481 mórg. Wieś wchodziła w skład dóbr Uchanie.

## Urodzeni w Woli Uchańskiej
- Henryk Strąkowski, polski biskup rzymskokatolicki, biblista, biskup pomocniczy lubelski w latach 1958–1965.